# Генко-йосі
Генко-йосі (яп. 原稿用紙, генко: йо:сі) — японський лінійований папір для письма. На ньому розмічено квадрати, зазвичай 200 або 400 на аркуш, причому в один квадрат слід уміщувати один знак японського письма або пунктуації. На генко-йосі можна писати будь-яким писемним знаряддям — олівцем, ручкою, пензлем; під аркуш можна класти підкладку «ситадзики» (яп. 下敷き).
У минулому генко-йосі використовували для будь-яких рукописних робіт (есе, твори, новини), однак після поширення комп'ютерів рукописні тексти стали з'являтися рідше, хоча багато текстових редакторів досі включають шаблони «під генко-йосі». Попри це, на такому папері часто пишуть учні — школярі молодшого та середнього ступеня повинні виконувати на ньому домашні роботи; всі екзаменаційні завдання теж здають на ньому. Текст на 10 000 знаків займає 40-45 аркушів генко-йосі.
На деяких курсах японської як іноземної мови студентів навчають використанню генко-йосі в рамках навчання вертикальному письму.

## Зовнішній вигляд
Генко-йосі зазвичай використовують для вертикального письма, однак, повернувши аркуш, можна написати на ньому текст і горизонтально. Найчастіше на аркуші паперу B4 (250 × 353) поміщається дві сторінки з десятьма рядками по десять квадратів. Між вертикальними стовпцями є невеликі проміжки, призначені для запису фуріґани та інших позначок.
У центрі аркуша є порожній рядок, що дозволяє згинати аркуш.

Використання 400-клітинної генко-йосі:1. назва в першій колонці, починаючи з 4-го квадрата;2. ім'я автора у 2-й колонці, між прізвищем і ім'ям один порожній квадрат, після імені має бути ще один квадрат;3. перше речення починається в 2-му квадраті 3-ї колонки; початок кожного абзацу пишеться в другому квадраті;4. підзаголовки пишуться між порожніми колонками, починаючи з третього квадрата;5. знаки пунктуації займають цілий квадрат, за винятком випадків, коли вони починають рядок — у такому разі їх вписують у один квадрат з попереднім знаком.

## Походження
До періоду Едо письмо часто було каліграфічним, а писали переважно на нелінійованих сувоях, хоча іноді на папері були вертикальні лінії для полегшення письма. Генко-йосі став широко використовуватися в середині періоду Мейдзі, коли набули популярності газети і журнали, в яких також було потрібно точно рахувати знаки.

## Правила використання
Найчастіше генко-йосі використовується для вертикального письма справа наліво. Таким чином, перша сторінка міститься по праву руку читача. Назва пишеться на першому рядку, зазвичай з пропуском двох або трьох квадратів зверху. Ім'я автора займає другий рядок, причому під ним залишається один або два порожніх квадрати; між ім'ям і прізвищем залишається порожній квадрат. Перше речення тексту починається на 3-му або 4-му квадраті.
Кожен абзац починається порожнім квадратом, однак, якщо першим символом абзацу є відкривна лапка (у вертикальному тексті виглядає як ﹁ або ﹃), її поміщають у верхній квадрат.
Як і в друкованому вертикальному тексті, на генко-йосі крапки, коми, сокуон (та інші зменшені значки кани) пишуть у верхньому правому куті квадрата. Всі пунктуаційні знаки, включно з дужками і лапками, а також зменшені знаки кани зазвичай займають окремий квадрат, за винятком випадків перенесення рядка, коли вони додаються в останній квадрат до перенесення (також див. правила перенесення рядків у східноазійських мовах). Крапка, за якою йде закривна лапка, пишеться з останньою разом у окремому квадраті. Після неяпонської пунктуації (знак оклику, знак питання тощо) залишають порожній квадрат. Три крапки і тире займають два квадрати.
Фуріґана записується праворуч від транскрибованого знака.
Слова, фрази та речення, написані латиницею, крім абревіатур, часто записують вертикально, повернувши сторінку на 90° проти годинникової стрілки.

## Манґа
Манґаки і люди суміжних професій користуються особливим різновидом генко-йосі, званої «манґа-генко-йосі», розмітка на якому друкується тонкими напівпрозорими блакитними лініями. Існує кілька видів розмітки, на папері різних форматів і щільності.